# Keleti germán nyelvek
A keleti germán nyelvek az indoeurópai nyelvek egy kihalt csoportja, a germán nyelvek családjában. A gótok nyelve az egyetlen írásban is fennmaradt keleti germán nyelv. A forrásainkból ismert többi keleti germán nép, a burgundok, a gepidák, a herulok, a rugiaiak és a vandálok nyelvét személynevek, helynevek és a más nyelvekbe átkerült jövevényszavak őrzik. A keleti germán nyelvek valószínűleg igen közel álltak egymáshoz: a rómaiak, talán éppen ennek köszönhetően valamennyiüket vandálnak (Vindelici) nevezték.
- Keleti germán nyelvek
  - burgund
  - gepida
  - gót
  - herul
  - vandál
  - rugi
  - szkír